# La Léchère
La Léchère ist eine französische Gemeinde mit 2.536 Einwohnern (Stand 1. Januar 2022) im Département Savoie in der Region Auvergne-Rhône-Alpes. Sie gehört zum Kanton Moûtiers im Arrondissement Albertville und ist Mitglied im Gemeindeverband Vallées d’Aigueblanche.
Sie entstand als namensgleiche Commune nouvelle mit Wirkung vom 1. Januar 2019 durch die Zusammenlegung der früheren Gemeinden La Léchère, Bonneval und Feissons-sur-Isère. Aus diesem Anlass erhielten neben Bonneval und Feissons-sur-Isère auch sechs frühere Gemeinden, die mit La Léchère bereits seit 1972 als Commune associée verbunden waren, in der neuen Gemeinde den Status einer Commune déléguée. Der Verwaltungssitz ist in Notre-Dame-de-Briançon.

## Gemeindegliederung
| Ortsteil                                   | ehemaliger INSEE-Code | Fläche (km²) | Einwohnerzahl (2016) |
| ------------------------------------------ | --------------------- | ------------ | -------------------- |
| Bonneval                                   | 73046                 | 019,58       | 108                  |
| Feissons-sur-Isère                         | 73112                 | 012,10       | 570                  |
| Notre-Dame-de-Briançon (Verwaltungssitz)00 | 73187                 | 102,86       | 463                  |
| Celliers                                   | 73060                 | 102,86       | 039                  |
| Doucy                                      | 73102                 | 102,86       | 369                  |
| Nâves                                      | 73185                 | 102,86       | 108                  |
| Petit-Cœur                                 | 73199                 | 102,86       | 561                  |
| Pussy                                      | 73209                 | 102,86       | 325                  |

## Geographie

### Lage
La Léchère liegt auf 453 m, etwa 43 km östlich der Präfektur Chambéry, 82 km südsüdöstlich der Stadt Genf und 68 km ostnordöstlich der Stadt Grenoble (Luftlinie). Die Gemeinde besteht aus mehreren Dörfern im mittleren Tal der Isère in der historischen Provinz Tarentaise.
Nachbargemeinden von La Léchère sind
- Rognaix, Feissons-sur-Isère, Cevins und Beaufort im Norden,
- Granier, Aime, Montgirod, Hautecour im Osten,
- Grand-Aigueblanche mit Aigueblanche im Osten und Saint-Oyen im Süden,
- Les Avanchers-Valmorel und Saint François Longchamp im Süden,
- Épierre, Argentine, Montsapey und Bonneval im Westen.

### Topographie
Die Fläche des 134,54 km² großen Gemeindegebiets umfasst einen Abschnitt des mittleren Isère-Tals zwischen Moûtiers und Albertville mit langen Ausläufern bis tief in die angrenzenden Bergmassive Beaufortain und Chaîne de la Lauzière hinein. Seine zersplitterte Ausdehnung, die im Südwesten sogar eine Enklave bildet, ist die Folge einer Gemeindefusion aus dem Jahr 1972. Vor der Eingemeindung von Bonneval und Feissons-sur-Isère im Jahr 2019 betrug die Gemeindefläche 102,86 km².

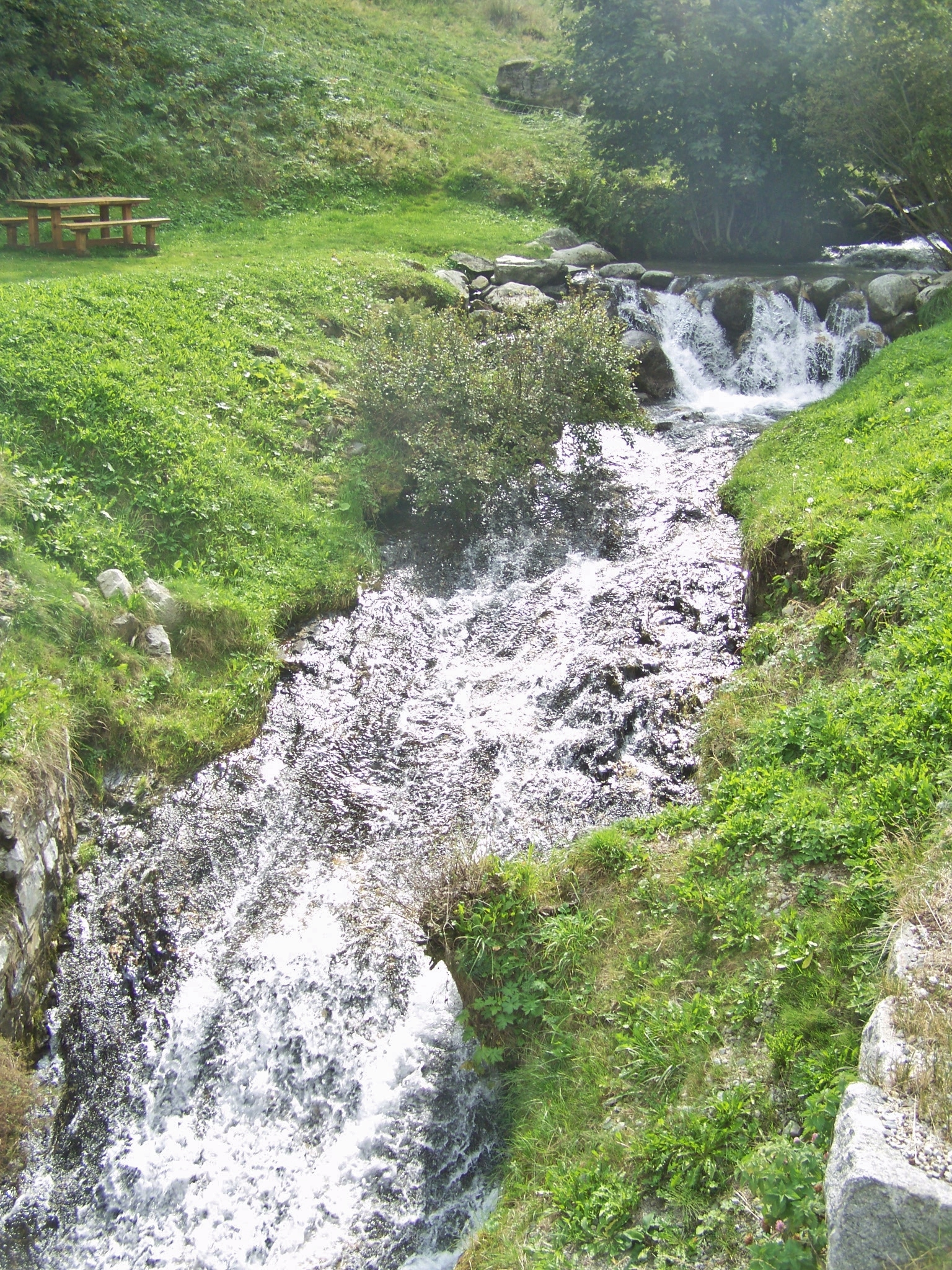
Der Bach Eau Rousse

Der Talboden ist durchgängig bebaut, während die aus dem Tal aufsteigenden Steilhänge dicht bewaldet sind und durch verschiedene Seitentäler untergliedert werden. Diese sind im Beaufortain (Ostseite) die Täler des Torrent de Glaize und des Grand Nant de Naves. Auf der gegenüberliegenden Seite entwässern der Eau Rousse und Morel das Gemeindegebiet und bilden gleichzeitig auf längeren Abschnitten die Gemeindegrenzen. In den Seitentälern steigt der Gemeindeboden schnell an, erreicht im Beaufortin Höhen von 2455 m und umschließt am anderen Ende den 2829 m hohen Gipfel Grand Pic de la Lauzière. Damit reichen weite Teile der Gemeinde über die Waldgrenze hinaus, die hier bei etwa 1800 m liegt. Insgesamt liegt der Waldanteil an der Gemeindefläche bei 40,6 %, derjenige mit Gras und niedrigem Bewuchs bei 34,4 %, Fels und Schneeflächen bei 12,1 %.

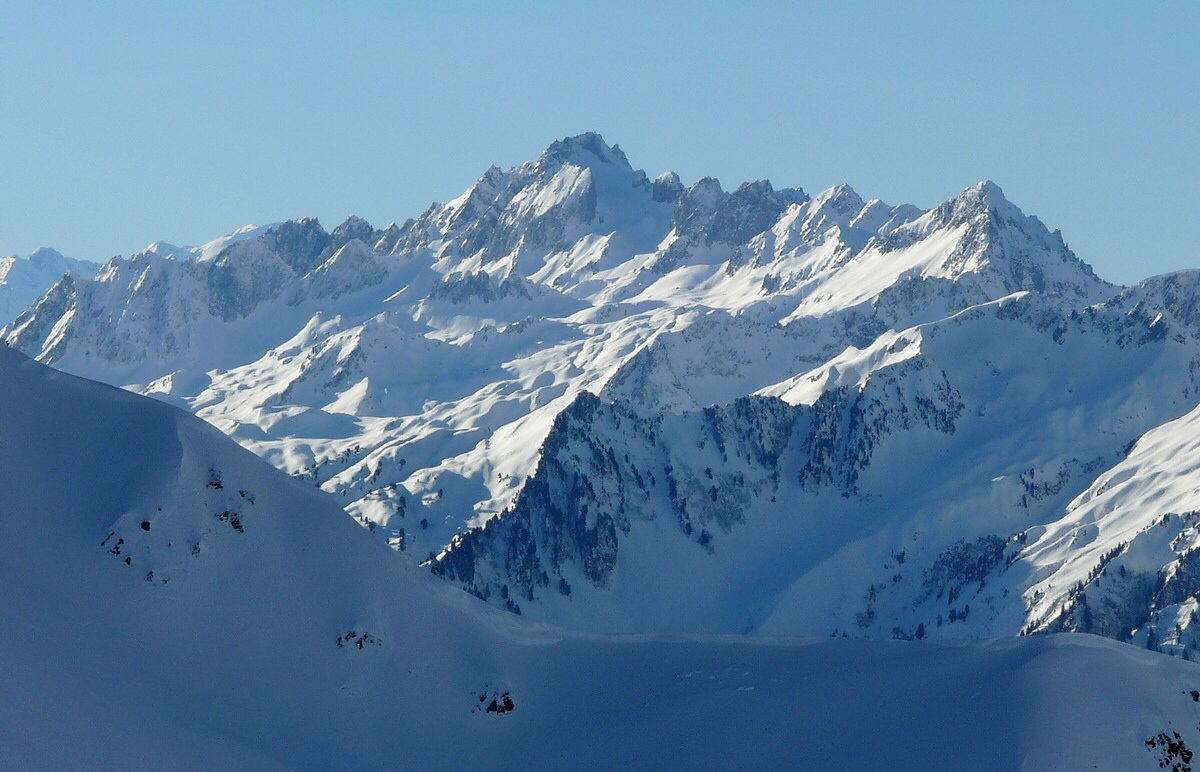
Der Grand Pic de la Lauzière

Das Tal des Eau Rousse schließt ab mit einer Passhöhe, dem 1993 m hohen Col de la Madeleine. Er trennt das Massif de la Lauzière von dem ebenfalls über 2800 m aufragenden Cheval Noir und ermöglicht den Übergang vom Isère-Tal in das Tal des Arc bei La Chambre. Der gesamte Nordanstieg einschließlich mehrerer Liftanlagen des Skigebietes von Valmorel ist Teil der Enklave von La Léchère.

### Gemeindegliederung

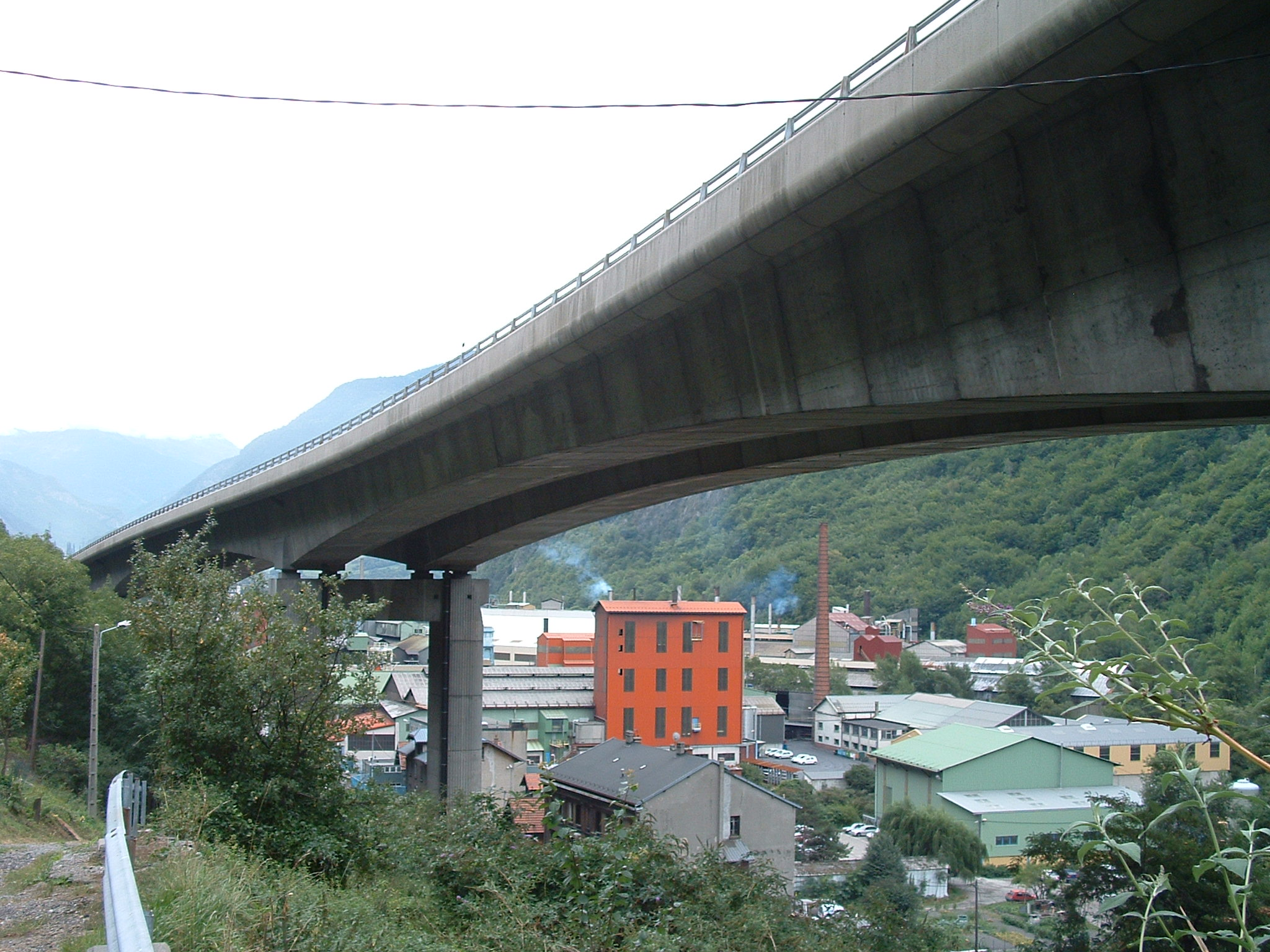
Industriegebiet Notre-Dame-de-Briançon

Zu La Léchère gehören mehrere Dörfer und Weiler, die zum Teil vormals eigenständige Gemeinden waren. Im Talboden der Isère auf Höhen zwischen 440 m und 450 m sind dies von Süden beginnend und in Fließrichtung der Isère La Léchère-les-Bains als Standort der Thermaleinrichtungen, Petit-Cœur als ehemals selbständige Gemeinde etwa 500 m vom Fluss entfernt am Rand einer Verbreiterung des Taleinschnitts, gefolgt von Château-Feuillet und Le Vernay sowie schließlich Notre-Dame-de-Briançon, Hauptort mit einer dichten Bebauung durch Industriebetriebe.

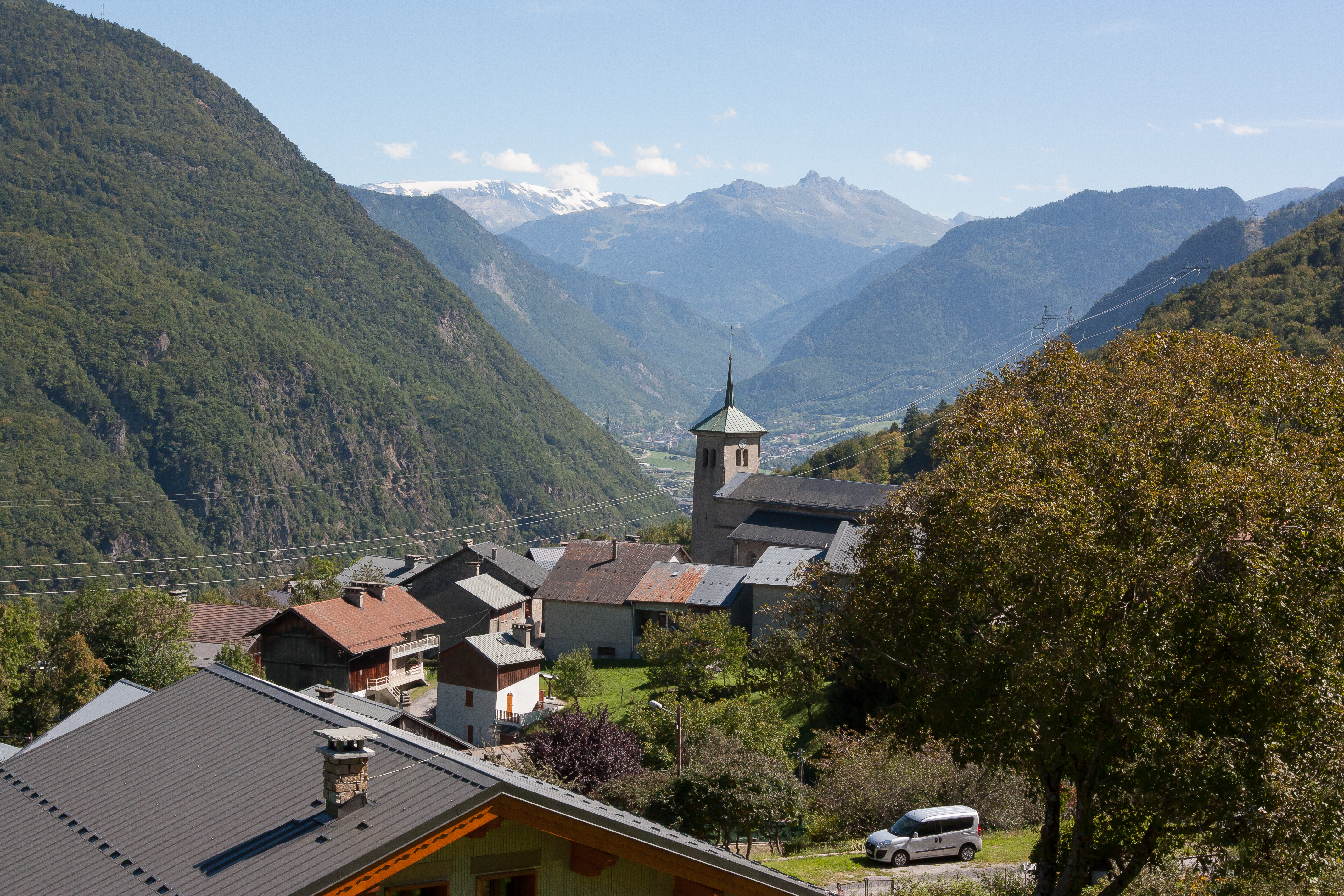
Die ehemalige Gemeinde Pussy hoch über dem Isère-Tal

Im Massif du Beaufortain östlich der Isère befinden sich die Orte Molençon (1000 m), Ronchat (1180 m), Fontaine (1206 m), und Grand Naves (1311 m). Westlich der Isère im Massif de la Lauzière liegen auf einem Geländeabsatz die ehemals selbständige Gemeinde Pussy (um 750 m) und mehrere Weiler in ihrer unmittelbaren Umgebung. Ebenfalls auf dieser Seite und auf einem benachbarten Höhenrücken befinden sich Doucy Tarentaise (950 m), Combelouvière (1270 m) und Le Villaret (1000 m).
Die Enklave am Osthang des Massif de la Lauzière umfasst die ehemals selbständige Gemeinde Celliers (1280 m) sowie Celliers-Dessus und La Thuile.

## Geschichte

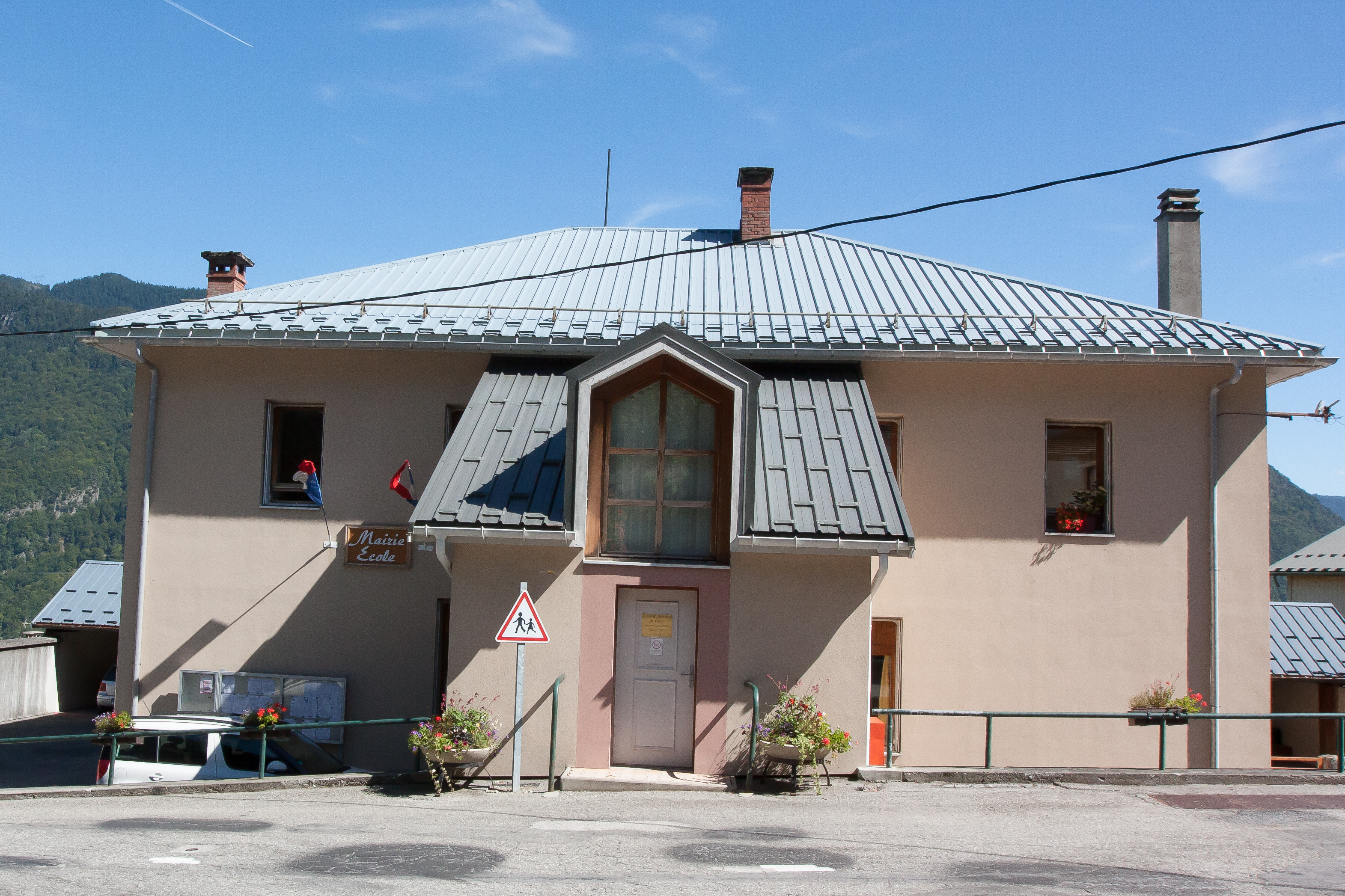
Außenstelle der mairie und Dorfschule in Pussy

Die heutige Gemeinde La Léchère entstand am 30. Juni 1972 aus dem Zusammenschluss der ehemaligen Gemeinden Celliers, Doucy, Naves, Notre-Dame-de-Briançon, Petit-Cœur und Pussy. Gleichzeitig wurde Notre-Dame-de-Briançon in La Léchère umbenannt. Deren alte Bürgermeisterämter sind heute Außenstellen (frz.: mairie-annexe) des Bürgerbüros von La Léchère.

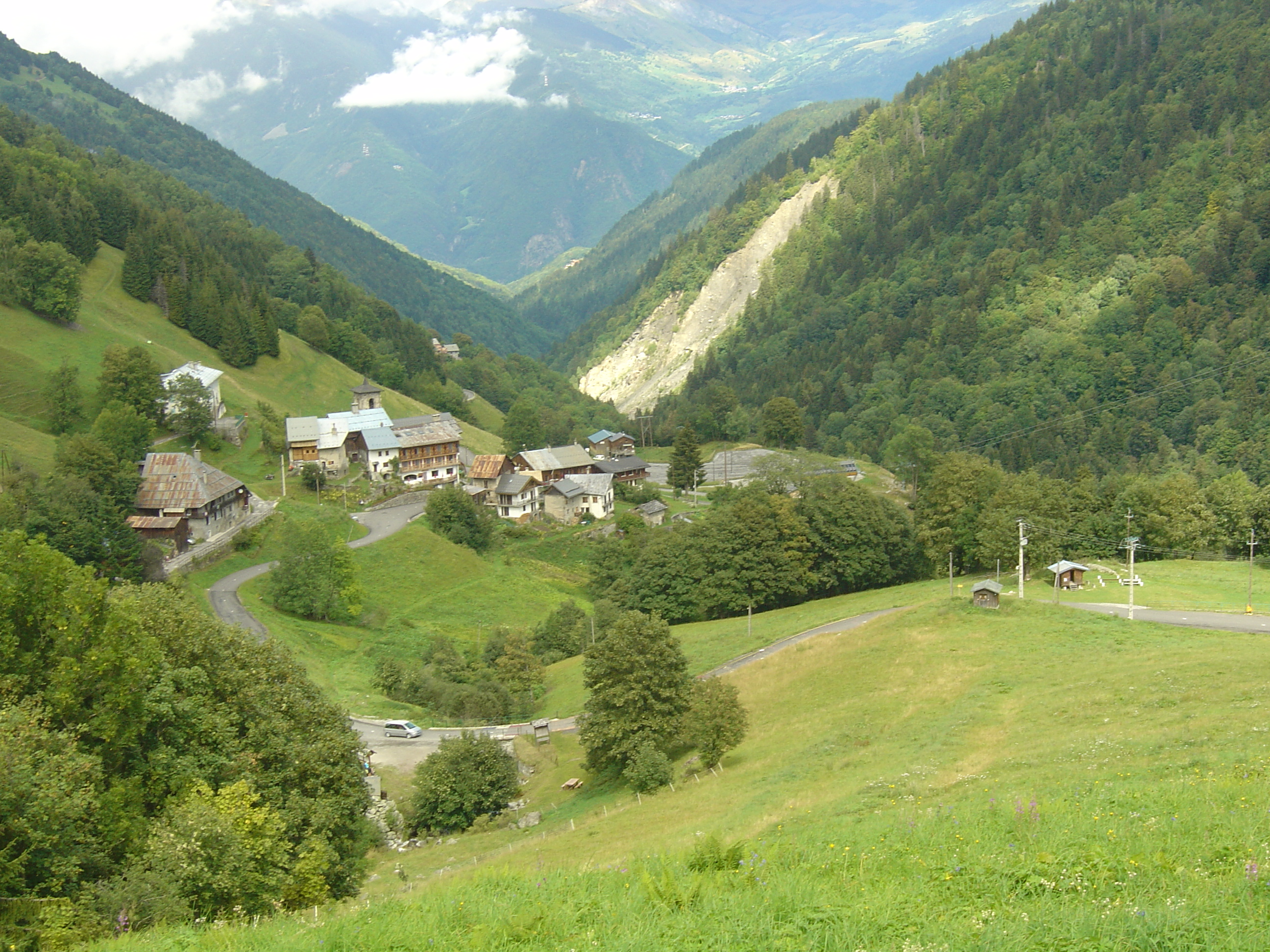
Celliers im Seitental des Eau Rousse

Die Tarentaise war schon vor der Römerzeit vom keltischen Volk der Ceutronen besiedelt. Von jeder der ehemals selbständigen Gemeinden ist eine urkundliche Erwähnung aus dem Hochmittelalter überliefert, im Einzelnen sind dies:
- Briançon als Brianzone oder Brianzo mehrfach erwähnt im 12. Jh., keltischer oder ligurischer Name für Siedlungen auf einer Anhöhe;[5]
- Celliers als Ecclesia de Cellariis erstmals 1170, vermutlich die Bezeichnung für eine saisonal zu landwirtschaftlichen Zwecken benutzte Behausung;[5]
- Doucy als Dominus Johannes de Dauciaco erstmals 1283 und mit einem Kirchbau im 14. Jahrhundert;[5]
- Naves als Ecclesia de Naves erstmals 1170[5] oder Ecclesia de Navibus 1184[6], eine sonst im iberischen Raum verbreitete Etymologie basierend auf Nava für eine Hochlandsiedlung oder Nafa für Hexenmeister, die möglicherweise von den Sarazenen in eingebracht wurde;[5]
- Petit-Cœur als Ecclesia de Cors erstmals 1170,[5] bis zur Französischen Revolution Saint-Eusèbe de Cœur;
- Pussy als Ecclesia de Puiseio, 1170, 14. Jh. Pussiacum, 18. Jh. Pussy.[6]

Pussy und Doucy gehen auf Eigennamen zurück.
In Briançon bestand im Mittelalter eine kleine Herrschaft, die die Passage durch die untere Tarentaise mit dem gut geschützten Château de Briançon und einem Wohnturm in Petit-Cœur sicherte. Im 12. und 13. Jahrhundert gelangten die Dörfer unter die Oberhoheit der Grafen von Savoyen.
Mit der reichlichen Verfügbarkeit von Wasserkraft zur Elektrizitätserzeugung entstanden 1897 erste Betriebe der chemischen und metallurgischen Industrie, die in den 1920er und 30er Jahren ihren Höhepunkt erreichte. Zu etwa derselben Zeit (1897) eröffnete in La Léchère das Thermalbad über einer 1869 entdeckten Heilquelle. Es ist in den Bereichen Phlebologie und Rheuma spezialisiert. Die 1987 weiter ausgebauten Anlagen beherbergten während der Olympischen Winterspiele 1992 das Pressezentrum.
Am 1. Januar 2019 wurden die beiden Gemeinden Bonneval und Feissons-sur-Isère nach La Léchère eingegliedert. Diese haben seither wie auch die ehemaligen Gemeinden, aus deren Zusammenschluss La Léchère 1972 entstanden ist, den Status einer Commune déléguée innerhalb der Commune nouvelle La Léchère.

## Sehenswürdigkeiten

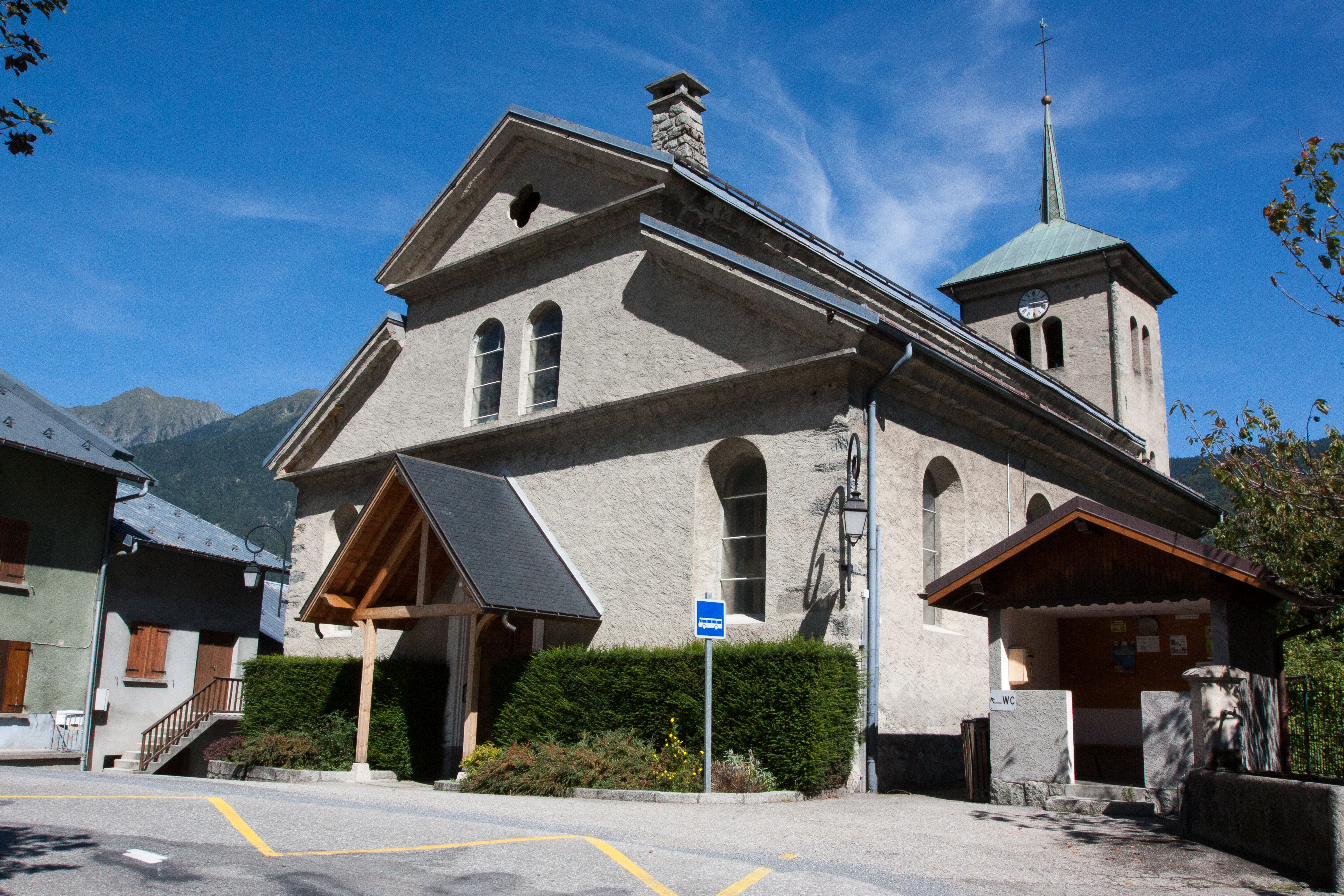
Dorfkirche von Pussy

In jeder der ehemals eigenständigen Gemeinden steht eine Dorfkirche, die im 17. oder 18. Jahrhundert jeweils den mittelalterlichen Vorgängerbau ersetzte. Im Falle der Kirche Saint-André von Doucy aus dem 17. Jahrhundert ist die Inneneinrichtung als monument historique geschützt, hier sind insbesondere Wandmalereien und die Altäre sehenswert. Der Innenraum der Kirche in Fontaine ist im Barockstil dekoriert.

## Bevölkerung
| Bevölkerungsentwicklung 1962 und 1968: Summe der damals eigenständigen Gemeinden | Bevölkerungsentwicklung 1962 und 1968: Summe der damals eigenständigen Gemeinden |
| Jahr                                                                             | Einwohner                                                                        |
| -------------------------------------------------------------------------------- | -------------------------------------------------------------------------------- |
| 1962                                                                             | 3147                                                                             |
| 1968                                                                             | 2699                                                                             |
| 1975                                                                             | 2304                                                                             |
| 1982                                                                             | 2092                                                                             |
| 1990                                                                             | 1936                                                                             |
| 1999                                                                             | 1774                                                                             |
| 2006                                                                             | 1889                                                                             |
| 2011                                                                             | 1899                                                                             |

Mit 2536 Einwohnern (Stand 1. Januar 2022) gehört La Léchère zu den kleineren Gemeinden des Départements Savoie. Nachdem sich im 19. Jahrhundert die Einwohnerzahl in den einzelnen, damals etwa gleich großen Gemeinden kaum verändert hatte oder nur leicht gefallen war und 1901 insgesamt 2630 Einwohner auf dem Gebiet des heutigen La Léchère gezählt wurden, veränderte sich in der ersten Hälfte des 20. Jahrhunderts die Gemeindestruktur erheblich: die schwer erreichbaren Randgemeinden erfuhren eine massive Abwanderung während die Industrialisierung den Orten Briançon und Petit-Cœur im Isère-Tal Wachstum bescherte. Die zweite Hälfte war dagegen auch dort von einer kontinuierlichen Bevölkerungsabnahme geprägt, die erst 2006 stoppte. Die Ortsbewohner von La Léchère heißen auf Französisch les Lécherain(e)s.

## Wirtschaft und Infrastruktur
La Léchère war bis zu Beginn des 20. Jahrhunderts hinein ein vorwiegend durch die Forst- und Alpwirtschaft geprägtes Dorf. Daneben gibt es heute verschiedene Betriebe des lokalen Kleingewerbes und mehrere Industriebetriebe, die mit einigen hundert Arbeitsplätzen bedeutender Arbeitgeber im Ort sind. Darüber hinaus haben sich die Dörfer auch zu Wohnsiedlungen entwickelt, deren Erwerbstätige in den größeren Ortschaften der Umgebung arbeiten.

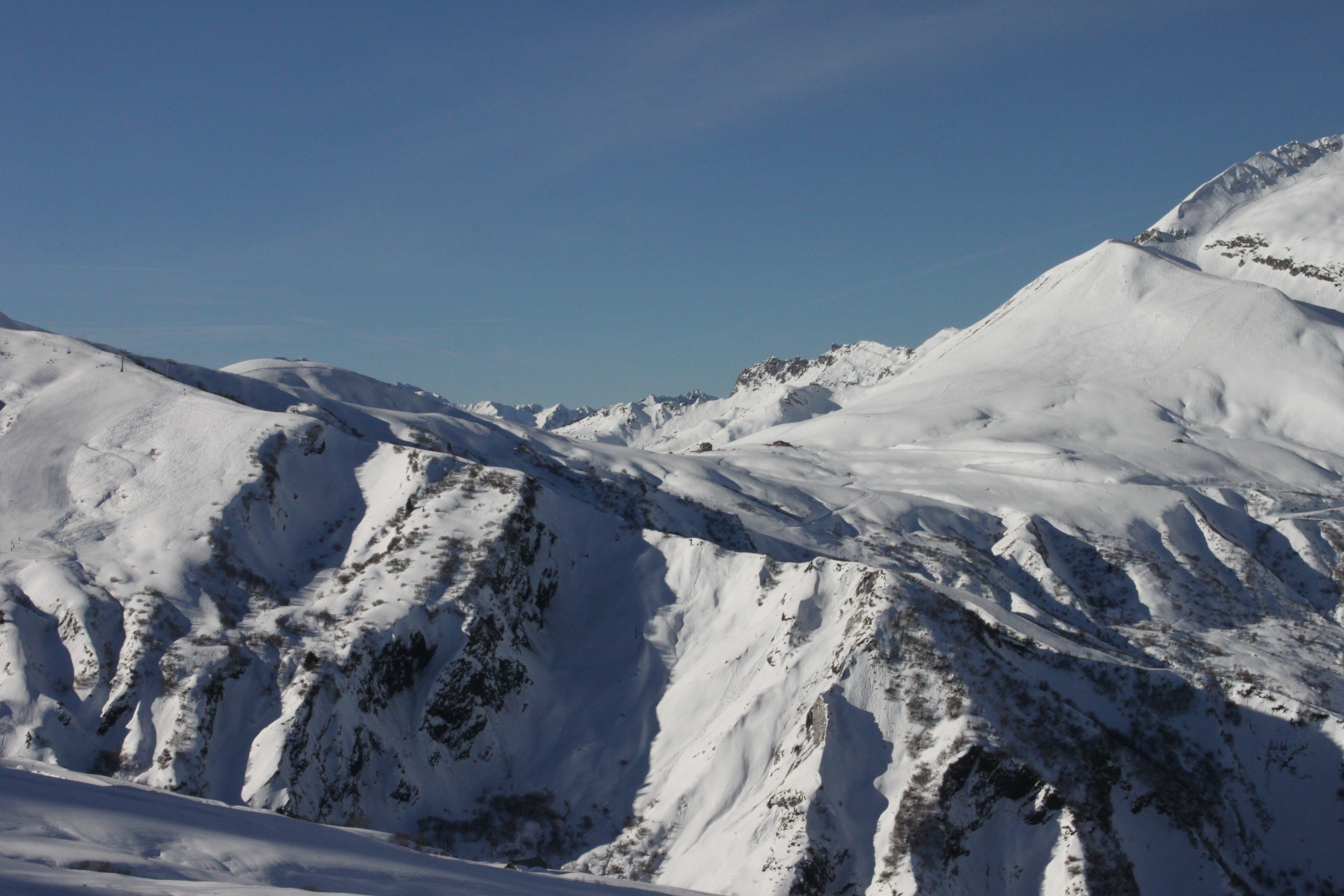
Der Col de la Madeleine im Winter

Am Col de la Madeleine und in Combelouvière, das selbst zum Wintersportort ausgebaut ist, stehen Liftanlagen, die zum Skigebiet Valmorel gehören. Hierdurch und durch das Thermalbad hat auch der Tourismus eine wirtschaftliche Bedeutung, auf dem Gemeindeboden stehen sechs Hotels (Stand 2012), und ein hoher Anteil der Wohneinheiten sind Zweitwohnsitze oder Ferienwohnungen.

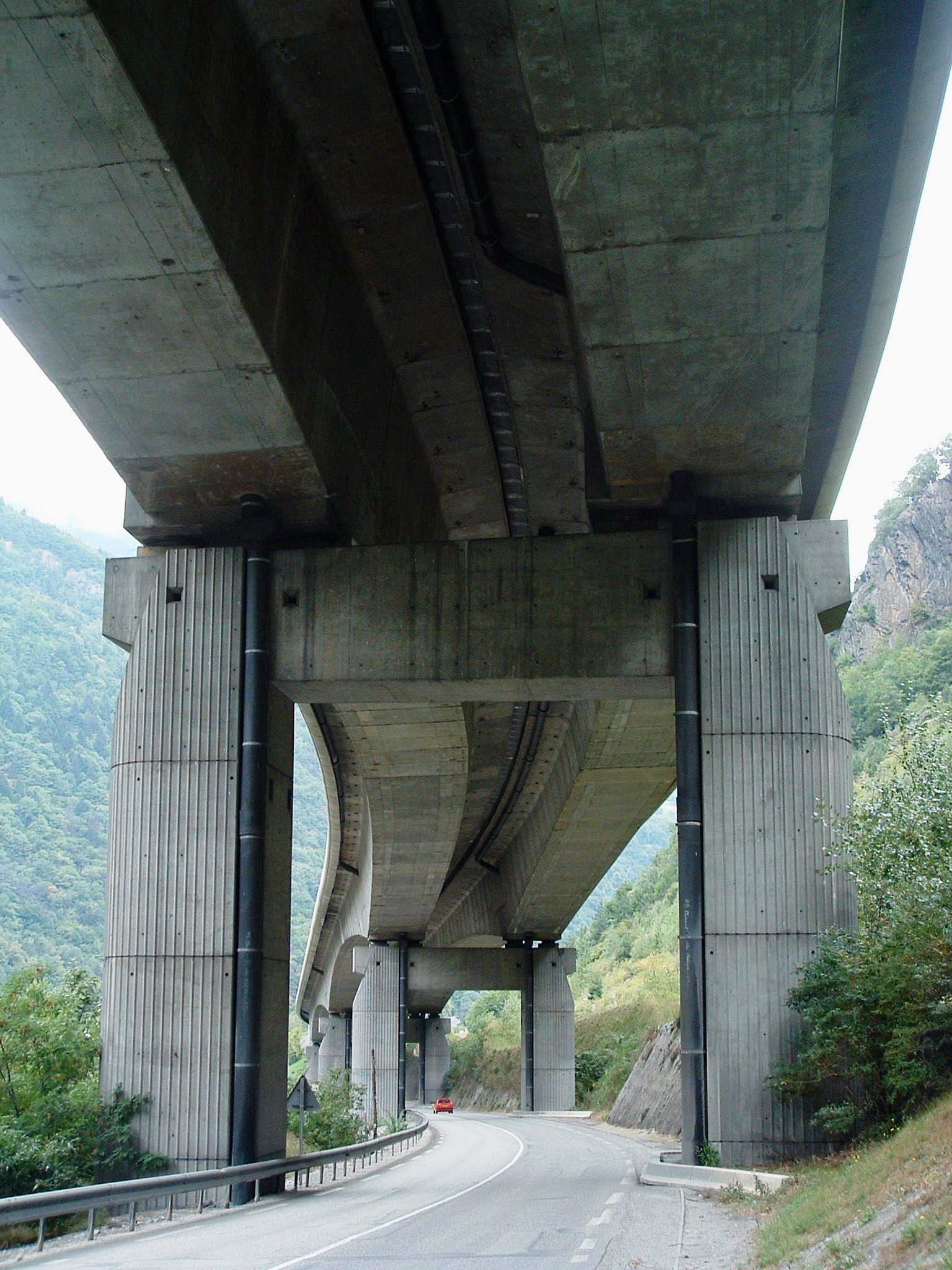
Das Viaduc du Champ-du-Comte der N90 über der D990

Die Ortschaft liegt direkt an der Hauptverkehrsader der Tarentaise, der zweispurig ausgebauten Nationalstraße N90 mit Zufahrten vor und hinter Notre-Dame-de-Briançon. Diese geht talabwärts bei Albertville in die Autobahn A430 über. Parallel dazu durchquert die Bahnstrecke Saint-Pierre-d’Albigny–Bourg-Saint-Maurice die Gemeinde mit zwei Haltepunkten auf ihrem Boden. An der Engstelle von Notre-Dame-de-Briançon sind drei verschiedene Verkehrswege übereinanderliegend geführt: hier verläuft eine lokale Verbindungsstraße durch die Pfeilerbögen des etwa einen Kilometer langen Viadukts Champ-du-Comte und wird gleichzeitig von einem Eisenbahntunnel unterquert.
Aus dem Tal heraus führen Departementsstraßen zu den verschiedenen Weilern, die bedeutendste ist die D212 über den Col de la Madeleine nach La Chambre. Als Flughäfen in der Region kommen Chambéry-Savoie (Entfernung 78 km) und Genf (111 km) in Frage.

### Ausbildung
In La Léchère befinden sich vier Grundschulen (école élémentaire), davon zwei mit eingegliederten Vorschulklassen.